# Реєстр репозиторіїв відкритого доступу

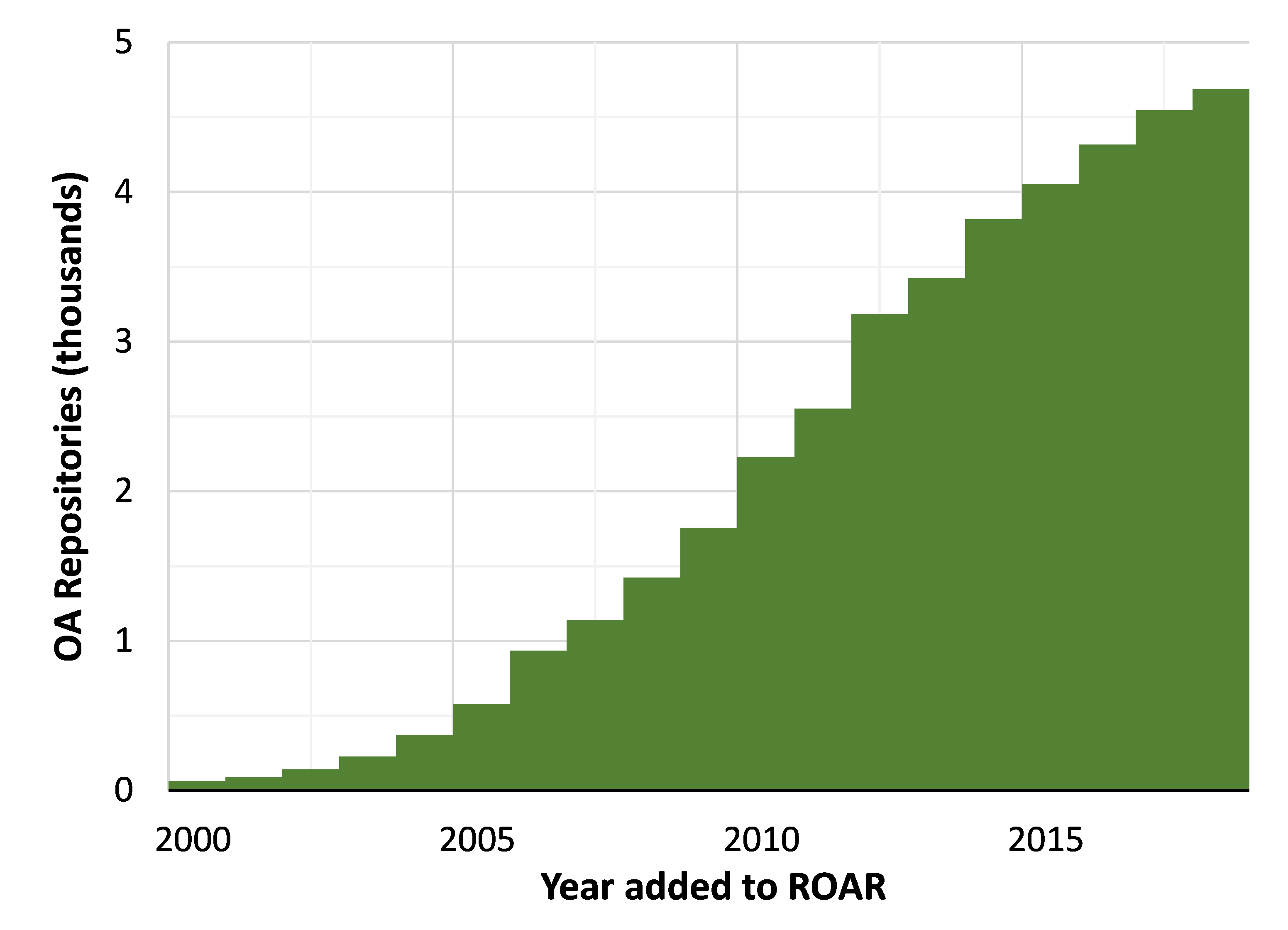
Зростання репозитаріїв відкритого доступу у ROAR, 2000-2018

Реєстр репозитаріїв відкритого доступу (англ. Registry of Open Access Repositories, ROAR) — міжнародна база даних-пошуковик, у якому індексується час створення, локалізація інституційних репозитаріїв відкритого доступу та кількісні показники їхнього вмісту. ROAR був створений у 2003 році на основі Eprints в Університеті Саутгемптона у Великій Британії. На початку він був Реєстром інституційних архівів, у 2006 році був перейменований у Реєстр репозитаріїв відкритого доступу. Станом на 2020 рік зареєстровано понад 3000 інституційних та міжінституційних сховищ. У 2017 році директорія українських репозитаріїв, зареєстрованих у ROAR, включала 91 архів.
Станом на 2015 рік, ROAR та Каталог репозитаріїв відкритого доступу (OpenDOAR) вважаються двома провідними каталогами-довідниками відкритого доступу у світі. ROAR — це ширший каталог, який може оновлювати кожен охочий. А OpenDOAR контролює подання матеріалів і має модераторів. До OpenDOAR можна занести лише репозитарії відкритого доступу, тоді як ROAR дозволяє включати й інформацію про інші типи ресурсів. ROAR дозволяє сортувати каталог за країною, типом сховища та кількістю документів.

## ROARMAP
Супутні проєкт Реєстр мандатів та політик репозитаріїв відкритого доступу (ROARMAP) — це міжнародна база даних політик архівування та самоархівування. В ній відображається поява мандатів та політик відкритого доступу, прийнятих університетами, науково-дослідними установами, які вимагають від своїх дослідників надання відкритого доступу до результатів досліджень у виглядірецензованих статей, які доступні через репозитарії відкритого доступу. 
Реєстр був створений в Саутгемптонському університеті в 2003 році., а теперішню назву отримав у 2014 році.
Станом на жовтень 2015 року мандати чи політики відкритого доступу прийняли понад 520 університетів та понад 75 дослідницьких установ у всьому світі.